# Mezzo di trazione ferroviario

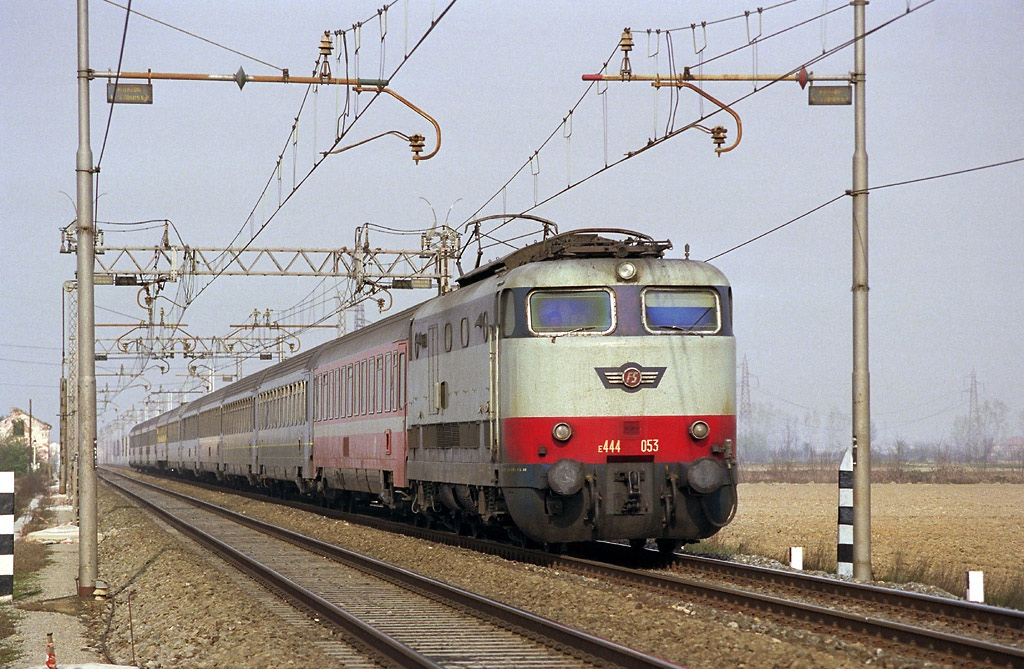
Il treno Intercity 656 “Foscari” da Venezia per Torino in corsa presso Ponzana il 21 marzo 1992 al traino della locomotiva elettrica E.444.053. Le locomotive elettriche del gruppo E.444 delle Ferrovie dello Stato italiane sono mezzi di trazione appartenenti al sottoinsieme delle locomotive per il servizio di linea.

Nella tecnica e nell'organizzazione delle ferrovie si definisce mezzo di trazione (o unità di trazione) un veicolo dotato di apparato motore e destinato a trainare un treno.
In tale definizione rientrano tanto le locomotive, da treno e da manovra, quanto i veicoli dotati di motore e destinati autonomamente al trasporto di viaggiatori e di merci (automotrici e autotreni, indipendentemente dal tipo di propulsione impiegato).
Nei casi di veicoli come gli autotreni e gli elettrotreni, costituiti da più parti normalmente inscindibili di cui solo alcune sono dotate di propulsori, a volte la bibliografia specializzata definisce "unità di trazione" l'elemento dotato di motori.
Esistono anche veicoli ferroviari che costituiscono esclusivamente unità di trazione prive di cabina, dette "Unità B", che necessitano di lavorare collegate ad "Unità A" dotate di comandi di controllo (cabina), come locomotive complete o carrozze semipilota. Tali veicoli sono anche detti booster unit o cabless, e sono generalmente diffuse nel nord America per i convogli merci; in Italia furono presenti in passato come unità di manovra le E.322 e le E.324.

### Riferimenti
1. ↑  Guida e Milizia, p. 216.